# Ornithoscelida
Ornithoscelida ("fågelbenade dinosaurier") utgjorde den ena halvan av gruppen dinosaurier. Ornithoscelida inkluderar merparten av olika dinosauriegrupper och arter då gruppen inkluderar båda de stora grupperna theropoda och ornithischia.
Ordningen ornithoscelida föreslogs ursprungligen av Thomas Henry Huxley men övergavs senare för att Harry Govier Seeleys hypotes om dinosaurieklassificering under ordningarna saurischia och ornithischia ansågs mer trolig. Termen återkom 2017 efter en ny kladistisk analys av Baron et al. som visade på att theropoderna (traditionellt inkluderade i saurischia) var närmare besläktade med ornithischierna än andra saurischier och därför placerades närmare dem under den nya gruppen ornithoscelida. Studien baserades på nyare upptäckter av allt mer primitiva dinosaurier som möjliggjorde jämförelser mellan primitiva medlemmar av alla större dinosauriegrupper.

## Grupper
Ornithosceliderna delas upp i två större grupper, theropoderna och ornithischierna. Theropoderna är den grupp som inkluderar de flesta av de köttätande dinosaurierna och ornithischierna är den grupp som inkluderar de flesta växtätande dinosaurierna förutom sauropodomorpherna och vissa theropoder.
- Theropoda
- Ornithischia

## Theropoder

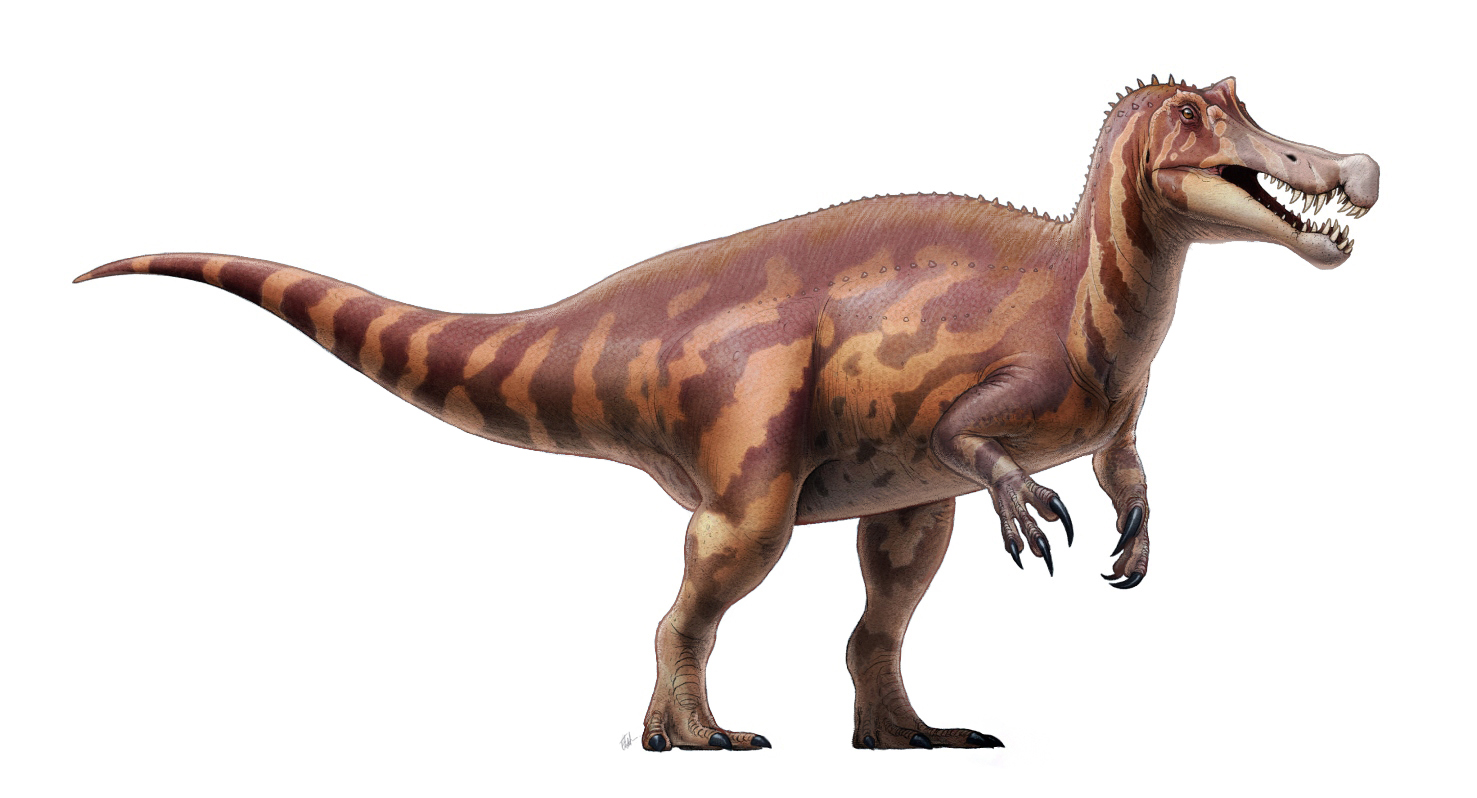
En rekonstruktion av theropoden Irritator.

Samtliga kända theropoder var tvåbenta tågångare, bortsett från herrerasaurierna var även samtliga kända köttätande dinosaurier theropoder. Bland theropoderna återfinns såväl de största köttätande landdjur som någonsin existerat som de allra minsta dinosaurierna (den allra minsta kända dinosaurien är den nulevande bikolibrin, Mellisuga helenae, som klassas in under theropoderna).
I äldre forskning brukade theropoderna grovt delas in i små köttätande dinosaurier = coelurosaurier och stora köttätande dinosaurier = carnosaurier. Senare forskning har emellertid visat att förhållandet mellan de två grupperna var mer avancerat än så. Denna visar nämligen att även bland coelurosaurierna fanns enorma djur, däribland den dinosaurie som länge ansågs vara det största köttätande landdjur som någonsin funnits, Tyrannosaurus rex, och dess närmaste släktingar som till exempel Tarbosaurus. Då tyrannosauriderna tidigare ansågs vara carnosaurier har omklassificeringen medfört att man fått rita om coelurosauriernas och carnosauriernas släktträd en hel del. Även bland andra coelurosaurier fanns några jättelika djur. Bland dem kan nämnas Deinocheirus, en jättelik ornithominid ("strutsdinosaurie"). Intressanta drag kan även ses i många av de mindre och underligare theropoderna, såsom de krokodilliknande och fiskätande spinosauriderna och den lilla scansoriopterygiden Yi qi, vars vingar var mer lika dem hos fladdermöss än de hos andra bevingade theropoder.
Coelurosauriska theropoder ur gruppen avialae överlevde katastrofen för 65 miljoner år sedan som utplånade alla andra dinosauriegrupper. Dessa djur kallar vi idag fåglar och de är de enda nu levande dinosaurierna. Från och med 1990-talet har det dykt upp allt fler fynd med dinosaurier som med största säkerhet var befjädrade. Teorin om att fåglarna härstammar från köttätande dinosaurier har därmed blivit bättre underbyggd och gränsen mellan fågel och dinosaurie blivit allt mer otydlig. De flesta forskare tror idag att de flesta coelurosaurierna var befjädrade, om inte de flesta theropoderna.

## Ornithischier

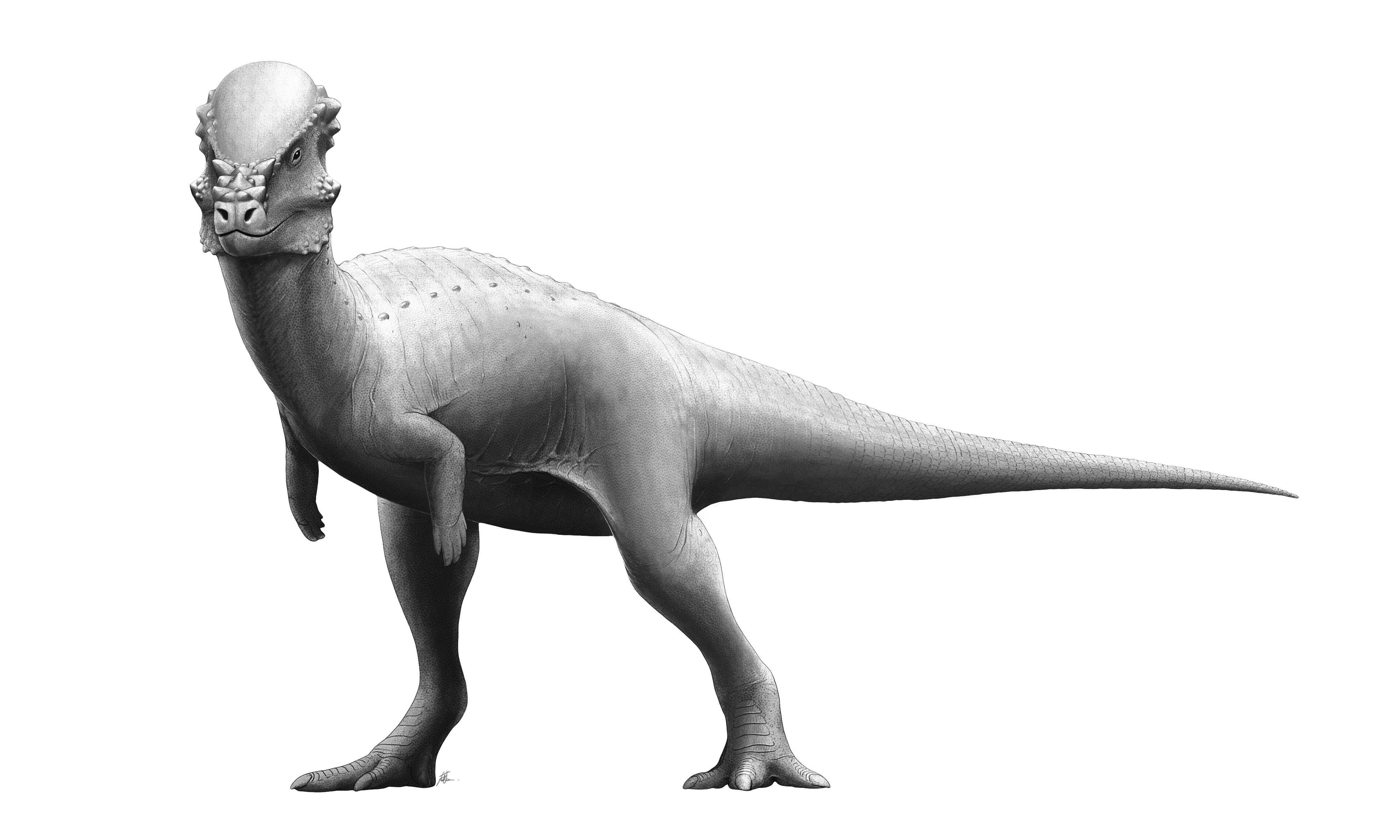
En rekonstruktion av ornithischien Pachycephalosaurus.

Så vitt man vet, innehöll ornithischia enbart växtätande dinosaurier. Namnet ornithischia kommer från de grekiska orden ornitheos (ορνιθειος), som betyder 'av fågel', och ischion (ισχιον), som betyder 'höftled'. Namnet har de fått eftersom de flesta av de kända arterna, precis som fåglarna, har ett bakåtriktat blygdben. Även om ornithischierna hade bäcken som fåglarna så härstammade fåglarna inte från dem, utan från theropoderna.
Jämfört med andra dinosauregrupper var ornithischierna väldigt varierande i kroppsform och ekologisk nisch. Gruppen innehåller allt ifrån bepansrade ankylosaurier och stegosaurier, stora växtätande ornithopoder och behornade ceratopsier till små befjädrade växtätare såsom Kulindadromeus. Denna variation var på många sätt större än den man kan se hos theropoderna, även om ornithischierna verkar ha varit mindre artrika.

## Evolution
Sammanlagt representerades theropoderna efterhand av ett större antal familjer än någon annan grupp dinosaurier (en enorm majoritet om man även räknar fåglarnas familjer). En mycket viktig grupp theropoder var maniraptorerna där bland annat dromeosaurider och oviraptoider ingick. Troligtvis utvecklades fåglarna från maniraptorgruppen med början under jura för cirka 160 miljoner år sedan, och det är den enda av theropodgrupperna som lever kvar än idag. 
De fossil man idag har tyder på att samtliga dromeosaurider och troligen samtliga coelurosaurier, om inte samtliga theropoder, var befjädrade. Fjädrar eller fjäder-lika strukturer verkar också varit spridda genom ornithischia baserat på befjädrade ornithischier såsom Kulindadromeus, Psittacosaurus och Tianyulong.
Under mitten av krita, för cirka 100 miljoner år sedan levde enorma allosaurida theropoder (till exempel Giganotosaurus och Mapusaurus som under 1990-talet och tidiga 2000-talet ansågs vara de största köttätande landdjuren som vetenskapen känner till). Även bland spinosauriderna fanns enorma djur, till exempel Spinosaurus. Theropoderna var mycket framgångsrika och återfanns i stora mängder på alla kontinenter och deras nulevande representanter (fåglarna) är mycket artrika, betydligt artrikare än däggdjuren.
Ornithischierna verkar ha utvecklats senare än theropoderna då de tidigaste ornithischiska fossilen återfinns under tidig Jura. De kom snabbt att diversifieras till en stor mängd olika grupper och dominerade växtätande nischer över hela jordklotet fram tills deras undergång för 66 miljoner år sedan. 